# ジョシュ・ブーン
オスカー・ジョシュア・"ジョシュ"・ブーン（Oscar Joshua "Josh" Boone、1984年11月21日 - ）はアメリカ合衆国のバスケットボール選手。メリーランド州マウントエイリー出身。ポジションはパワーフォワード、センター。208cm、111kg。

## 経歴

### 学生時代
高校はメリーランド州南キャロル高校でプレイし、20得点14.4リバウンド7ブロックのアベレージでチームを牽引し、州トーナメントでは準決勝まで勝ち進んだ。高校卒業後に通った西ノッティンガムアカデミー（大学予備校）では28得点16リバウンド9.7ブロックのアベレージを残した。
大学はコネチカット大学に進学。1年目の2003-04シーズンから先発に起用され、ビッグ・イースト・カンファレンスのオールルーキーファーストチームに選ばれた。翌04-05シーズンには12.4得点8.4リバウンド2.9ブロックのアベレージを残し、カンファレンスの年間最優秀守備選手賞とオールセカンドチームに選ばれた。05-06シーズンのNCAAトーナメントではElite8まで勝ち進んだ。

### NBA時代
2006年のNBAドラフトにて1巡目23位指名で、同大学のチームメイトであったマーカス・ウィリアムズと共に、ニュージャージー・ネッツに入団。ルーキーイヤーとなった06-07シーズン前半は開幕前に肩の手術をしたこともあり、ベンチを温める日々が続いたが、後半になると少しずつ出場時間を与えられるようになり、特にマーカス・ウィリアムズとの息のあったプレイでは存在感を示し、苦戦を強いられていたネッツのシーズン終盤の巻き返しに貢献した。翌07-08シーズン開幕前にも手術をしたため、再び出遅れる形となったが、12月中盤からは低迷するチームの打開策として先発に抜擢されるようになり、以降は試合をこなすごとに成績が向上。ゴール下では欠かせない存在として活躍し、7シーズンぶりにプレーオフ進出を逃したネッツにおいて、数少ない明るい話題を提供した。
2010-11シーズンより中国プロバスケットボールリーグの浙江サイクロンズをはじめ、海外リーグでプレーしている。

## プレイスタイル
ゴール下では混戦であるほどに力を発揮する。決してテクニカルでもフィジカルでもないが、オフェンスリバウンドを着実に抑え、次の得点チャンスを生み出すことができる。一方フリースロー成功率はキャリア平均で5割を割っており、そのため接戦時には常にファウルゲームの標的にされている。